# Montreuil-sur-Thonnance
Montreuil-sur-Thonnance is een gemeente in het Franse departement Haute-Marne (regio Grand Est) en telt 69 inwoners (2009). De plaats maakt deel uit van het arrondissement Saint-Dizier.

## Geografie
De oppervlakte van Montreuil-sur-Thonnance bedraagt 8,1 km², de bevolkingsdichtheid is dus 8,5 inwoners per km².
De onderstaande kaart toont de ligging van Montreuil-sur-Thonnance met de belangrijkste infrastructuur en aangrenzende gemeenten.

## Demografie
Onderstaande figuur toont het verloop van het inwonertal (bron: INSEE-tellingen).